# Stânca (Victoria), Iași
Stânca este un sat în comuna Victoria din județul Iași, Moldova, România.